# Petr Kellner
Petr Kellner (Česká Lípa, 20 maggio 1964 – Alaska, 27 marzo 2021) è stato un imprenditore ceco, secondo Forbes l'uomo più ricco della Repubblica Ceca e all'86º posto tra gli uomini più ricchi del mondo con un patrimonio stimato nel 2020 di 15,8 miliardi di dollari. Era il proprietario della quota di maggioranza (94,25%) della holding “PPF Group N.V.” (società registrata in Olanda).
Morì nel marzo del 2021, schiantandosi con un elicottero in Alaska.

## Biografia
Nel 1982 conseguì la maturità in ragioneria a Liberec.Nel 1986 si laureò in economia industriale all'Università di Praga. Alla fine degli anni '80, lavorò come assistente di produzione ai Barrandov Studios, avendo anche un cameo nel film del 1989 Il tempo dei servi.

### Fondo di investimento PPF
Nel 1991, dopo l'annuncio della privatizzazione cecoslovacca mediante voucher, fondò il fondo d'investimento PPF (První Privatizační Fond: Primo Fondo di Privatizzazione))  con Milan Vinkler e la vetreria statale Sklo Union.  Nel 1992 fu fondata la PPF investiční společnost as e i nomi dei fondi furono cambiati cambiati da privatizzazione a investimento. I fondi ebbero molto successo e acquisirono azioni di oltre 200 società con un valore nominale di 5 miliardi di corone ceche. PPF diventò uno dei più grandi gruppi finanziari nell'Europa centrorientale. Petr Kellner, il fondatore, fu  sino alla morte l'azionista principale di questo gruppo finanziario che opera nel settore bancario, assicurativo, dell‘energia, della distribuzione e immobiliare sia nella Repubblica Ceca, che in Slovacchia, in Russia, in Bielorussia, in Cina, in Vietnam, in Kazakistan e in altri Paesi.

### Assicurazione Česká pojišťovna
Nel 1995 e nel 1996 la PPF acquistò una quota del 20% nella più grande compagnia assicurativa ceca, Česká pojišťovna, e ne iniziò la gestione. Nel 2000, PPF rilevò il 31,5% del capitale di Česká pojišťovna da IPB per 2,85 miliardi di CZK (circa 72,27 milioni di dollari all'epoca). La transazione con IPB si è conclusa con il pagamento da parte di IPB a PPF di 1,6 miliardi di CZK (circa 40,93 milioni di dollari all'epoca) di penalità, rendendo il costo di acquisto reale della partecipazione pari a 1,25 miliardi di CZK (circa 31,98 milioni di dollari all'epoca). [12] Successivamente PPF acquisì più azioni e divenne il proprietario (93%) nel 2001, quando PPF acquistò grandi quote di azioni dalla Komerční banka e dallo stato ceco.  Con l'aiuto di queste transazioni redditizie furono rilevati gli ultimi investitori della privatizzazione dei voucher e Kellner divenne il proprietario del gruppo PPF. 

### Assicurazioni Generali
Nell'aprile 2007 entrò nel consiglio di amministrazione di Assicurazioni Generali s.p.a.:, la compagnia assicuratrice triestina aveva creato insieme con PPF "Generali PPF Holding", una holding d'assicurazioni (il 51% delle Generali) nei paesi dell'Europa Centrorientale In seguito i rapporti si raffreddarono, nel novembre 2011 Kellner vende 119.321 azioni delle Assicurazioni Generali. e l'intera partecipazione nel 2014 per oltre 2 miliardi di euro complessivi, pagati in più tranches.
Creò la The Kellner Family Foundation, che sostiene molti progetti nel campo dell'istruzione e della scienza.

### La morte
Kellner morì il 27 marzo 2021 in un incidente in elicottero Airbus AS350 B3, mentre faceva eliski nell'entroterra dell'Alaska vicino al ghiacciaio Knik, 80 km a est di Anchorage, insieme ad altre quattro persone. L'elicottero si schiantò contro una montagna tra Metal Creek e Grasshopper Valley a circa 1.700 m o a 3-4 minuti a piedi dalla cima della cresta, e rotolò di circa 240 o 270 m in discesa. L'elicottero scomparso venne denunciato alle autorità due ore dopo l'interruzione del segnale di localizzazione. Secondo il rapporto preliminare, i dati GPS mostrarono che l'elicottero si era librato a bassa quota e velocità (circa un nodo, circa 1 mph), manovrando sopra la cresta negli ultimi tre minuti di volo. Si schiantò intorno alle 18:35 AKDT .  Secondo i documenti del tribunale, Kellner sopravvisse  allo schianto ma "è morto mentre aspettava i soccorsi".

## Vita privata
Dalla moglie Renáta Kellnerová, che da vedova ha diretto le aziende del defunto marito, ebbe quattro figli.